# Collingsworth County
Collingsworth County är ett administrativt område i delstaten Texas, USA, med 3 057 invånare (2010). Den administrativa huvudorten (county seat) är Wellington. 

## Geografi
Enligt United States Census Bureau så har countyt en total area på 2 380 km². 2 378 km² av den arean är land och 3 km² är vatten. 

### Angränsande countyn
- Wheeler County - norr
- Beckham County - nordost
- Harmon County - sydost
- Childress County - söder
- Hall County - sydväst
- Donley County - väster